# Monroe County (Wisconsin)
Das Monroe County ist ein County im US-amerikanischen Bundesstaat Wisconsin. Im Jahr 2020 hatte das County 46.274 Einwohner und eine Bevölkerungsdichte von 19,8 Einwohnern pro Quadratkilometer. Der Verwaltungssitz (County Seat) ist Sparta, das nach der antiken Stadt Sparta benannt wurde.

## Geografie
Das County liegt südwestlich des geografischen Zentrums von Wisconsin und ist rund 50 km vom Ostufer des Mississippi entfernt, der die Grenze Wisconsins zu Minnesota und Iowa bildet. Es hat eine Fläche von 2352 Quadratkilometern, wovon 19 Quadratkilometer Wasserfläche sind. 
Im Norden des Countys entspringt der La Crosse River, der im benachbarten gleichnamigen County in den Mississippi mündet.
An das Monroe County grenzen folgende Nachbarcountys: 
|                  | Jackson County |               |
| La Crosse County |                | Juneau County |
|                  | Vernon County  |               |

## Geschichte

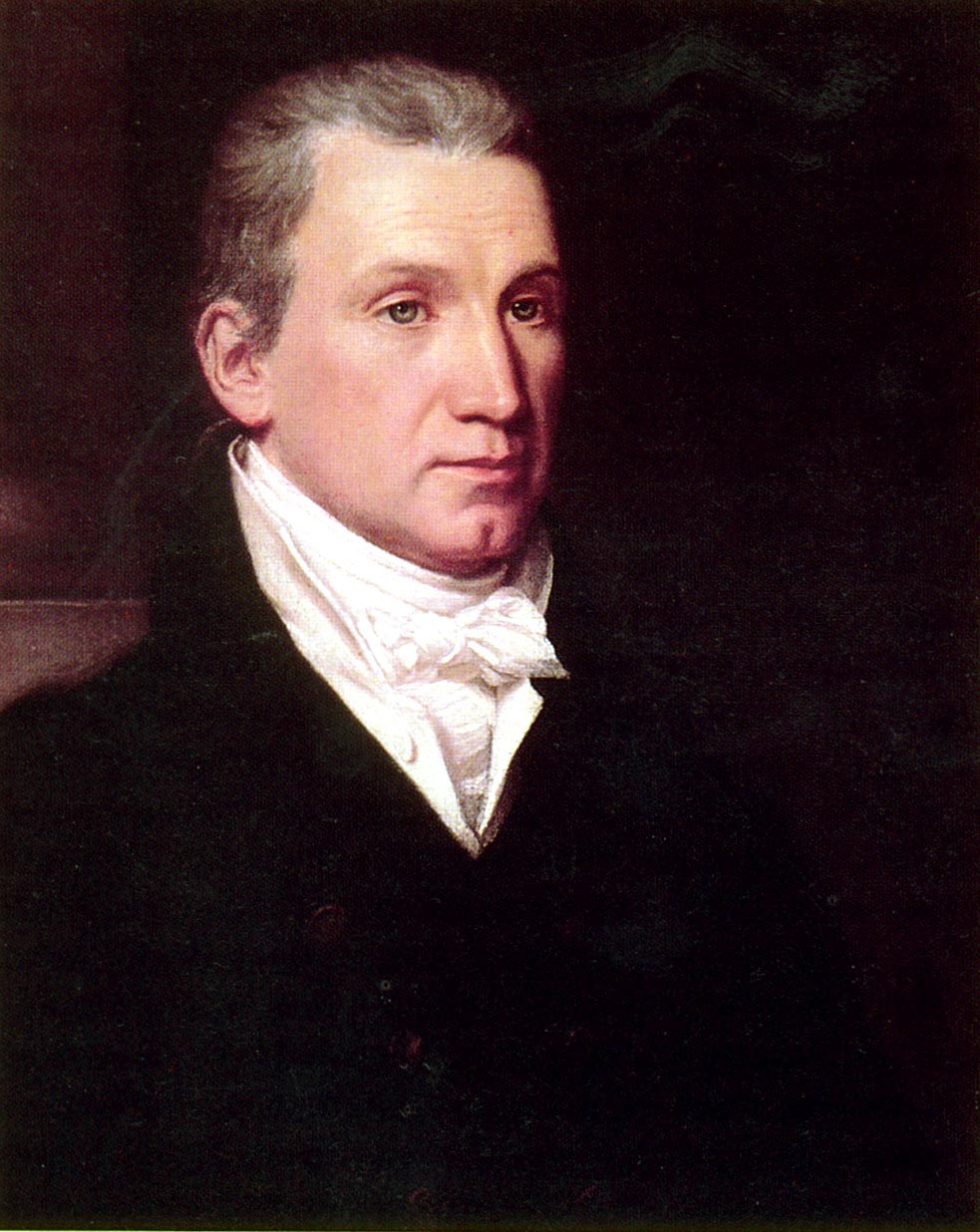
James Monroe

Das Monroe County wurde 1854 aus Teilen des La Crosse County gebildet. Benannt wurde es nach James Monroe, dem fünften Präsidenten der USA.

## Bevölkerung
Nach der Volkszählung im Jahr 2010 lebten im Monroe County 44.673 Menschen in 17.444 Haushalten. Die Bevölkerungsdichte betrug 19,1 Einwohner pro Quadratkilometer. In den 17.444 Haushalten lebten statistisch je 2,52 Personen. 
Ethnisch betrachtet setzte sich die Bevölkerung zusammen aus 95,0 Prozent Weißen, 1,5 Prozent Afroamerikanern, 1,3 Prozent amerikanischen Ureinwohnern, 0,7 Prozent Asiaten, 0,1 Prozent Polynesiern sowie aus anderen ethnischen Gruppen; 1,4 Prozent stammten von zwei oder mehr Ethnien ab. Unabhängig von der ethnischen Zugehörigkeit waren 3,9 Prozent der Bevölkerung spanischer oder lateinamerikanischer Abstammung.
25,6 Prozent der Bevölkerung waren unter 18 Jahre alt, 59,3 Prozent waren zwischen 18 und 64 und 15,1 Prozent waren 65 Jahre oder älter. 49,4 Prozent der Bevölkerung waren weiblich.

Das jährliche Durchschnittseinkommen eines Haushalts lag bei 48.768 USD. Das Pro-Kopf-Einkommen betrug 23.406 USD. 15,0 Prozent der Einwohner lebten unterhalb der Armutsgrenze.

## Ortschaften im Monroe County
Citys
- Sparta
- Tomah

Villages
| - Cashton - Kendall - Melvina - Norwalk | - Oakdale - Warrens - Wilton - Wyeville |

Census-designated places (CDP)
- Cataract
- Tunnel City

Andere Unincorporated Communities
| - Angelo - Clifton - Farmers Valley - Four Corners - Glendale - Jacksonville | - Kirby - Leon - Norway Ridge - Oil City - Portland - Raymore | - St. Marys - Scotts Junction - Shennington - Spring Bank Park - Valley Junction |

## Gliederung
Das Monroe County ist neben den zwei Citys und acht Villages in 24 Towns eingeteilt:
| Town               | Einwohner (2010) | FIPS     |
| ------------------ | ---------------- | -------- |
| Town of Adrian     | 762              | 55-00475 |
| Town of Angelo     | 1296             | 55-02025 |
| Town of Byron      | 1342             | 55-11625 |
| Town of Clifton    | 690              | 55-15550 |
| Town of Glendale   | 667              | 55-29450 |
| Town of Grant      | 495              | 55-30325 |
| Town of Greenfield | 707              | 55-31225 |
| Town of Jefferson  | 819              | 55-37950 |
| Town of Lafayette  | 396              | 55-40925 |
| Town of La Grange  | 2007             | 55-41000 |
| Town of Leon       | 1086             | 55-43475 |
| Town of Lincoln    | 835              | 55-44450 |

| Town                 | Einwohner (2010) | FIPS     |
| -------------------- | ---------------- | -------- |
| Town of Little Falls | 1523             | 55-44975 |
| Town of New Lyme     | 168              | 55-56950 |
| Town of Oakdale      | 772              | 55-58875 |
| Town of Portland     | 808              | 55-64425 |
| Town of Ridgeville   | 501              | 55-67850 |
| Town of Scott        | 135              | 55-72325 |
| Town of Sheldon      | 727              | 55-73150 |
| Town of Sparta       | 3128             | 55-75350 |
| Town of Tomah        | 1400             | 55-80100 |
| Town of Wellington   | 621              | 55-85125 |
| Town of Wells        | 519              | 55-85150 |
| Town of Wilton       | 1027             | 55-87550 |